# Inquisitor
Inquisitor é um gênero de gastrópodes pertencente a família Pseudomelatomidae.

## Espécies
- Inquisitor acervatus Cotton, 1947
- Inquisitor adenicus Sysoev, 1996
- Inquisitor aemula (Angas, 1877)
- Inquisitor aesopus (Schepman, 1913)
- Inquisitor alabaster (Reeve, 1843)
- Inquisitor angustiliratus Sysoev, 1996
- Inquisitor angustus Kuroda & Oyama, 1971
- Inquisitor arctatus Kilburn, 1988
- Inquisitor armillatus Stahlschmidt & Fraussen, 2014
- †Inquisitor awamoaensis (Hutton, 1873)
- Inquisitor carmen (G. B. Sowerby III, 1916)
- Inquisitor chocolata (E. A. Smith, 1875)
- †Inquisitor cosibensis (Yokoyama, 1920)
- †Inquisitor cotteri Vredenburg, 1921
- Inquisitor dampieria  (Hedley, 1922)
- Inquisitor eburatus Bozzetti, 2011
- Inquisitor elachystoma (Martens, 1901)
- Inquisitor elegans  Bozzetti, 1994
- Inquisitor elkeae Stahlschmidt, 2013
- Inquisitor exiguus (Kuroda & Oyama, 1971)
- †Inquisitor flemingi (Vella, 1954)
- Inquisitor flindersianus Hedley, 1922
- Inquisitor formidabilis Hedley, 1922
- †Inquisitor fraudator (Finlay & Marwick, 1937)
- Inquisitor frausseni Stahlschmidt, Poppe & Tagaro, 2018
- Inquisitor fusiformis Stahlschmidt, 2013
- Inquisitor glauce (Dall, 1918)
- Inquisitor harrymonti Stahlschmidt, Poppe & Tagaro, 2018
- †Inquisitor hebes Marwick, 1931
- Inquisitor hedleyi (Verco, 1909)
- Inquisitor hormophorus Sysoev & Bouchet, 2001
- Inquisitor incertus (E. A. Smith, 1877)
- Inquisitor indistinctus Sysoev, 1996
- Inquisitor insignita (Melvill, 1923)
- Inquisitor interrupta  (Lamarck, 1816)
- Inquisitor intertinctus (E. A. Smith, 1877)
- Inquisitor isabella Kilburn, 1988
- †Inquisitor ischnos (Philippi, 1887)
- Inquisitor japonicus (Lischke, 1869)
- Inquisitor kilburni Wells, 1994
- †Inquisitor komiticus Laws, 1939
- Inquisitor kurodai (Habe & Kosuge, 1966)
- †Inquisitor lanceolatus (Hupé, 1854)
- Inquisitor lassulus Hedley, 1922
- Inquisitor latifasciata (G. B. Sowerby II, 1870)
- Inquisitor latiriformis Kilburn, 1988
- Inquisitor lorenzi Stahlschmidt, Poppe & Tagaro, 2018
- Inquisitor mactanensis Stahlschmidt, Poppe & Tagaro, 2018
- Inquisitor mastersi (Brazier, 1876) [2]
- Inquisitor michaelmonti Stahlschmidt, Poppe & Tagaro, 2018
- Inquisitor millepunctatus Stahlschmidt, Poppe & Tagaro, 2018
- Inquisitor minutosternalis Kosuge, 1993
- Inquisitor mirabelflorenti Cossignani, 2016
- Inquisitor multilirata (E. A. Smith, 1877)
- Inquisitor nodicostatus Kilburn, 1988
- Inquisitor nudivaricosus Kuroda & Oyama, 1971
- Inquisitor odhneri Wells, 1994
- Inquisitor perclathrata Kuroda, 1960
- Inquisitor plurinodulatus Cotton, 1947
- Inquisitor plurivaricis Li B.Q., Kilburn & Li X.Z., 2010
- †Inquisitor powelli (Dell, 1950)
- Inquisitor pseudoprincipalis (Yokoyama, 1920)
- Inquisitor radula (Hinds, 1843)
- Inquisitor ritae Stahlschmidt & Fraussen, 2017
- Inquisitor rubens Morassi, 1998
- Inquisitor rufovaricosus (Kuroda & Oyama, 1971)
- Inquisitor sexradiata (Odhner, 1917)
- †Inquisitor shibanoi Masuda, 1967
- Inquisitor solomonensis (E. A. Smith, 1876)
- Inquisitor spicata (Hinds, 1843)
- Inquisitor stenos Sysoev, 1996
- Inquisitor sterrha   (R. B. Watson, 1881)
- Inquisitor subangusta (Schepman, 1913)
- Inquisitor taivaricosa Chang & Wu, 2000
- Inquisitor variabilis (E. A. Smith, 1877)
- Inquisitor varicosus (Reeve, 1843)
- Inquisitor vividus Li B.Q., Kilburn & Li X.Z., 2010
- Inquisitor vulpionis Kuroda & Oyama, 1971
- †Inquisitor waihoraensis Marwick, 1931
- Inquisitor zebra (Lamarck, 1822)
- Inquisitor zonata  (Reeve, 1843)

Espécies trazidas para a sinonímia
- †Inquisitor acutus Marwick, 1928: sinônimo de †Mauidrillia acuta (Marwick, 1928)
- Inquisitor alma Thiele, 1930: sinônimo de Inquisitor lassulus Hedley, 1922
- †Inquisitor asper Marwick, 1926: sinônimo de †Aoteadrillia asper (Marwick, 1926)
- Inquisitor coriorudis Hedley, 1922: sinônimo de Vexitomina coriorudis'(Hedley, 1922) (combinação original)
- Inquisitor coxi Angas, 1867: sinônimo de Vexitomina coxi (Angas, 1867)
- Inquisitor essingtonensis Smith, 1888: sinônimo de Inquisitor mastersi (Brazier, 1876)
- †Inquisitor exigua Marwick, 1931 : sinônimo de †Aoteadrillia exigua (Marwick, 1931) (combinação original)
- Inquisitor fibratus Hedley, 1922: sinônimo de Inquisitor spicata (Hinds, 1843)
- Inquisitor flavidula [sic]: sinônimo de Inquisitor flavidulus (Lamarck, 1822): sinônimo de Clathrodrillia flavidula (Lamarck, 1822) (terminação de gênero incorreta)
- Inquisitor flavidulus (Lamarck, 1822): sinônimo de Clathrodrillia flavidula (Lamarck, 1822)
- Inquisitor granobalteus Hedley, 1922: sinônimo de Turricula granobalteus (Hedley, 1922)  (combinação original)
- Inquisitor immaculatus Tenison-Woods, 1876: sinônimo de Paracuneus immaculatus (Tenison-Woods, 1876)
- †Inquisitor ihungia Marwick, 1931 : sinônimo de †Aoteadrillia ihungia (Marwick, 1931) (combinação original)
- Inquisitor japonicum [sic]: sinônimo de Inquisitor japonicus (Lischke, 1869) (terminação de gênero incorreta)
- Inquisitor jeffreysii (E. A. Smith, 1875): sinônimo de Funa jeffreysii (E. A. Smith, 1875)
- Inquisitor kawamurai (Habe & Kosuge, 1966) : sinônimo de Cheungbeia kawamurai (Habe & Kosuge, 1966)
- Inquisitor lacertosus Hedley, 1922: sinônimo de Bathytoma lacertosus (Hedley, 1922)  (combinação original)
- Inquisitor laterculata (G. B. Sowerby II, 1870): sinônimo de Cheungbeia laterculata (G. B. Sowerby II, 1870)
- Inquisitor laterculoides (Barnard, 1958): sinônimo de Funa laterculoides (Barnard, 1958)
- Inquisitor mammillata (Kuroda and Oyama，1971): sinônimo de Mammillaedrillia mammillata (Kuroda and Oyama，1971)
- Inquisitor metcalfei Angas, 1867: sinônimo de Vexitomina metcalfei (Angas, 1867)
- Inquisitor minimarus Kosuge, 1993: sinônimo de Ptychobela minimarus (Kosuge, 1993)
- Inquisitor multicostellata Smith, 1888: sinônimo de Inquisitor latifasciata (Sowerby, 1870)
- Inquisitor nudivaricosa Kuroda, Habe & Oyama, 1971: sinônimo de Inquisitor nudivaricosus Kuroda, Habe & Oyama, 1971
- Inquisitor petilinus Hedley, 1922: sinônimo de Conticosta petilinus (Hedley, 1922) (combinação original)
- †Inquisitor problematicus Powell, 1942: sinônimo de †Inquisitor awamoaensis (Hutton, 1873)
- Inquisitor sinensis (Hinds, 1843): sinônimo de Crassispira sinensis (Hinds, 1843)
- Inquisitor spadix (Watson, 1886):: sinônimo de Paracuneus immaculatus (Tenison-Woods, 1876)
- Inquisitor spaldingi (Brazier, 1876): sinônimo de Inquisitor spicata (Hinds, 1843)
- Inquisitor spurius Hedley, 1922: sinônimo de Turricula nelliae spuria (Hedley, 1922) (combinação original)
- Inquisitor suavis Smith, 1888: sinônimo de Vexitomina suavis (Smith, 1888)
- Inquisitor subochracea (E. A. Smith, 1877): sinônimo de Aguilaria subochracea (E. A. Smith, 1877)
- Inquisitor taylorianus (Reeve, 1846): sinônimo de Funa tayloriana (Reeve, 1846)
- Inquisitor tuberosa (E.A. Smith, 1875): sinônimo de Brachytoma tuberosa (E. A. Smith, 1875)
- Inquisitor ventricosa Smith, 1888: sinônimo de Inquisitor glauce (Dall, 1918)
- Inquisitor versicolor Weinkauff & Kobelt, 1876: sinônimo de Inquisitor radula (Hinds, 1843)
- Inquisitor vexillium (Habe & Kosuge, 1966) : sinônimo de Ptychobela vexillium (Habe & Kosuge, 1966)